# 核分裂炉
核分裂炉（かくぶんれつろ）は、原子炉の一種で、核分裂反応の連鎖反応を制御し一定量の核分裂を継続的に行うことにより熱エネルギーを得るシステムである。

## 基本原理
核燃料に使われるウラン235などの物質は中性子を吸収することで核分裂反応を起こし、その際に熱エネルギーと新たな複数の中性子を放出する。
燃料物質の量が多く、そこを飛び交う中性子の数が多いほど核分裂反応の起こる確率は高くなるため、一定量を超えると核分裂が複数の核分裂を引きおこし、指数的に核分裂が増えていく連鎖反応がおこる。
そこで、中性子を吸収する制御棒を使い、中性子を減らして核分裂の増加を制御することで、一定量の核分裂を継続的に行うことが可能になる。
この継続的な核分裂によって生まれた熱エネルギーを、水を気化させてタービンを回すなどの方法で利用する。

## 構成要素

### 炉心
炉心を構成する基本要素は以下の通り。
- 核燃料
核分裂を起こしてエネルギーを発生する。
- 冷却材
原子炉で発生した熱量を運搬する。
- 減速材
高速中性子を熱中性子に減速する。高速炉では使用されない。
- 反射材
原子炉外へ飛び出そうとする中性子を反射させて炉内へ戻す。
- 制御棒
中性子を吸収する素材でできていて核燃料の連鎖反応を制御する。
- 原子炉圧力容器
炉心を格納する圧力容器。圧力管型原子炉には無い。

### 付属装置
- 冷却材循環ポンプ
冷却材の循環を行う。
- 冷却材再循環ポンプ
冷却材を原子炉内で循環させる。沸騰水型原子炉のみに設置される。
- 蒸気発生器
冷却材の熱量で蒸気を発生させる熱交換器。沸騰水型原子炉以外の炉形に設置される。
- 燃料交換・保管設備
燃料プール、燃料交換機など。

### 保安装置
原子炉の保安装置には以下のものがある。
- 原子炉格納容器
原子炉圧力容器と付属装置を収める耐圧気密容器。原子炉事故の際、放射性物質の外部拡散をくい止める。
- 非常用炉心冷却装置（ECCS）
緊急時、大量の冷却材を炉心に注入して原子炉内の温度・圧力を低減する。

## 種類

### 軽水炉
軽水炉には以下の炉型がある。
- 改良型沸騰水型軽水炉（ABWR : Advanced BWR）MOX燃料実装可能
- 沸騰水型原子炉（BWR : Boiling Water Reactor）
- 改良型加圧水型軽水炉（APWR : Advanced PWR）
- 加圧水型原子炉（PWR : Pressure Water Reactor）

- ロシア型加圧水型原子炉（VVER）
- 韓国標準型原子炉（KSNP）

### 重水炉
重水炉には以下の炉型がある。
- カナダ型加圧重水炉（CANDU）
- 重水減速軽水冷却炉（SGHWR） 新型転換炉はこれの一種。
- ガス冷却重水炉（GCHWRまたはHWGCR）

### 黒鉛炉
黒鉛炉には以下の炉型がある。
- ガス冷却炉（マグノックス炉）（GCR）黒鉛減速二酸化炭素冷却炉
- 改良型ガス冷却炉（AGR : Advanced Gas-cooled Rractor）
- 高温ガス冷却炉（HTGR）
- 黒鉛減速沸騰水冷却型原子炉（RBMK）
- 黒鉛減速加圧軽水冷却型原子炉

### 開発中の原子炉
- 新型転換炉（ATR : Advanced Thermal Reactor）重水減速沸騰軽水冷却炉（開発中止）
- 超高温原子炉（ガスタービン複合発電・工業熱源原子炉）
  - 高速増殖炉（FBR : Fast Breeder Reactor） - 燃えないU238を燃えるPuに変換（開発中）
  - 加速器駆動未臨界炉（ADSR : Accelerator Driven Subcritical Reactor） - 核のゴミを燃やす（開発中）
  - 熔融塩炉 - ウランの3倍あるトリウムを燃やせる